# مستشفى جريت أورموند ستريت
مستشفى جريت أورموند ستريت (بالإنجليزية: Great Ormond Street Hospital) هي مستشفى للأطفال تقع في منطقة بلومزبري في منطقة لندن بورو في كامدن، وجزء من مستشفى جريت أورموند ستريت للأطفال، تعد المستشفى أكبر مركز لجراحة قلب الأطفال في المملكة المتحدة وأحد أكبر مراكز زراعة القلب في العالم. وهي مرتبطة ارتباطًا وثيقًا بكلية لندن الجامعية وبالشراكة مع معهد جريت أورموند ستريت لصحة الطفل، المتاخم لها، وهي أكبر مركز للبحوث وتدريس الدراسات العليا في مجال صحة الأطفال في أوروبا، لقد أجروا التجارب السريرية الأولى في المملكة المتحدة للقاح الحصبة الألمانية، وأول عملية زرع نخاع عظمي وعلاج جيني لنقص المناعة المشترك الشديد.

## التاريخ
في عام 1962 طوروا أول جهاز للقلب والرئة للأطفال، مع مؤلف كتاب الأطفال رولد دال، طوروا صمام تحويل محسّنًا للأطفال الذين يعانون من استسقاء الرأس، واستبدال صمامات القلب غير الغازية (عن طريق الجلد).
في عام 1929، تبرع جيه إم باري بحقوق النشر لبيتر بان إلى المستشفى.

### التأسيس
تأسس مستشفى الأطفال المرضى في 14 فبراير 1852 بعد حملة طويلة من قبل الدكتور تشارلز ويست، وكان أول مستشفى في إنجلترا يوفر أسرّة للمرضى الداخليين مخصصة للأطفال.
على الرغم من افتتاحه بـ 10 أسرة فقط، فقد نما ليصبح أحد مستشفيات الأطفال الرائدة في العالم من خلال رعاية الملكة فيكتوريا، ويعتبر تشارلز ديكنز، وهو صديق شخصي لكبير الأطباء الدكتور ويست، من أوائل جامعي التبرعات.
تم تشكيل رابطة الممرضات في فبراير 1937.

### التأميم
تم تأميم مستشفى جريت أورموند ستريت في عام 1948، لتصبح جزءًا من الخدمة الصحية الوطنية.
خلال السنوات الأولى من NHS، تم تقييد جمع التبرعات الخاصة للمستشفى بشدة، على الرغم من السماح للمستشفى بالاستمرار في تلقي الموروثات الموجودة مسبقًا.
أودري كالاهان، زوجة جيمس كالاهان (رئيس وزراء المملكة المتحدة من 1976 إلى 1979)، خدمت المستشفى كرئيسة لمجلس المحافظين من عام 1968 إلى عام 1972 ثم كرئيسة للأمناء الخاصين من عام 1983 حتى تقاعدها النهائي في عام 1990.

### 1989
شغلت ديانا أميرة ويلز، منصب رئيس المستشفى من عام 1989 حتى وفاتها، وتوجد لوحة على مدخل المستشفى تخليدا لذكرى خدماتها.

### 1990
انتقلت مدرسة تشارلز ويست للتمريض من شارع جريت أورموند إلى جامعة لندن ساوث بانك في عام 1995.

### 2000
في عام 2002، بدأ مستشفى جريت أورموند ستريت برنامج إعادة التطوير الذي تبلغ ميزانيته 343 مليون جنيه إسترليني، وكان من المقرر أن تكتمل المرحلة التالية بحلول نهاية عام 2016.

### 2012
في يوليو 2012، ظهر مستشفى جريت أورموند ستريت في حفل افتتاح دورة الالعاب الاولمبية الصيفية في لندن.

### 2017
في عام 2017، كان مستشفى جريت أورموند ستريت محل اهتمام دولي فيما يتعلق بجدل علاج تشارلي جارد.

## أرشيف
محفوظات المستشفى متاحة للبحث بموجب شروط قانون السجلات العامة لعام 1958 ويتوفر كتالوج عند الطلب.
تم توفير سجلات القبول من 1852 إلى 1914 عبر الإنترنت في مشروع سجلات القبول بالمستشفى التاريخي.

## كاتدرائية سانت كريستوفر
كاتدرائية سانت كريستوفر عبارة عن كنيسة صغيرة مزينة على الطراز البيزنطي، بما أن الكنيسة موجودة لتوفير الرعاية الرعوية للأطفال المرضى وعائلاتهم، فإن العديد من تفاصيلها تشير إلى الطفولة، عندما تم هدم المستشفى القديمة في أواخر الثمانينيات، تم نقل الكنيسة الصغيرة إلى موقعها الحالي عبر «طوف خرساني» لمنع أي ضرر في الطريق.

## بيتر بان
في أبريل 1929، أعطى جيمس ماثيو باري حقوق الطبع والنشر لأعماله بيتر ويندي إلى المستشفى، مع طلب عدم الكشف عن الدخل من هذا المصدر.
أعطى هذا للمؤسسة السيطرة على حقوق هذه المصنفات، قام أمناء المستشفى بتكليف رواية تكميلية، بيتر بان في القرمزي، كتبها جيرالدين ماكوجرين ونشرت في عام 2006.
بعد انتهاء صلاحية حقوق الطبع والنشر لأول مرة في المملكة المتحدة في نهاية عام 1987، بعد 50 عامًا من وفاة باري، منح قانون حقوق النشر والتصميم وبراءات الاختراع للحكومة البريطانية لعام 1988 المستشفى حقًا دائمًا في تحصيل الارباح عن العروض العامة والنشر التجاري للعمل داخل المملكة المتحدة.
عندما تم تمديد شروط حقوق الطبع والنشر في المملكة المتحدة فيما بعد إلى حياة المؤلف بالإضافة إلى 70 عامًا بموجب توجيه من الاتحاد الأوروبي في عام 1996، أعادت المستشفى إحياء المطالبة بحقوق الطبع والنشر الكاملة للعمل.
بعد انتهاء صلاحية حقوق النشر مرة أخرى في عام 2007، تم تطبيق شروط قانون حقوق النشر والتصاميم وبراءات الاختراع مرة أخرى.
في أوقات مختلفة، كانت المستشفى في نزاعات قانونية في الولايات المتحدة، حيث يعتمد مصطلح حقوق النشر على تاريخ النشر، ووضع رواية عام 1911 في المجال العام منذ الستينيات.

## جمعية الأطفال الخيرية في مستشفى جريت أورموند ستريت
اعتمدت المستشفى على الدعم الخيري منذ افتتاحه لأول مرة.
أحد المصادر الرئيسية لهذا الدعم هو مؤسسة جريت أورموند ستريت الخيرية للأطفال. في حين أن هيئة الخدمات الصحية الوطنية تفي بتكاليف التشغيل اليومية للمستشفى، فإن دخل جمع التبرعات يسمح لمستشفى جريت أورموند ستريت بالبقاء في طليعة الرعاية الصحية للأطفال.
تهدف المؤسسة الخيرية إلى جمع أكثر من 50 مليون جنيه إسترليني سنويًا لإكمال المرحلتين التاليتين من إعادة التطوير، بالإضافة إلى توفير المزيد من الأموال مباشرة للبحث.
تقوم المؤسسة الخيرية أيضًا بشراء أحدث المعدات، وتوفر الإقامة للعائلات والموظفين.
كانت مؤسسة جريت أورموند ستريت الخيرية للأطفال إحدى الجمعيات الخيرية التي استفادت من حملة جينز للجينات الوطنية، والتي تشجع الناس في جميع أنحاء المملكة المتحدة على ارتداء الجينز الخاص بهم والتبرع لمساعدة الأطفال المتأثرين بالاضطرابات الوراثية، ذهبت جميع عائدات الحملة الخيرية في مستشفى جريت أورموند ستريت الخيرية إلى شريكها البحثي، معهد UCL لصحة الطفل.
في 6 أغسطس 2009، نادي آرسنال لكرة القدم أكدوا أن الجمعية الخيرية للأطفال في مستشفى جريت أورموند ستريت ستكون «مؤسستهم الخيرية لهذا الموسم» لموسم 2009-2010. لقد جمعوا أكثر من 800 ألف جنيه إسترليني لوحدة وظائف الرئة الجديدة في المستشفى.
في 30 مارس 2010، نظمت القناة الرابعة أول حفل كوميدي للقناة الرابعة في لندن، لمساعدة المؤسسة الخيرية، يتكرر هذا الحدث كل عام منذ ذلك الحين، وجمع الأموال لجمعية الأطفال الخيرية في مستشفى جريت أورموند ستريت في كل مرة.
في عام 2011، سجل دانيال بويز أغنية خيرية واحدة بعنوان «العالم شيء يمكنك تخيله». تم إصداره أيضًا كما هو الحال مع العائدات التي تذهب إلى نداء ديزني في مستشفى جريت أورموند ستريت.

## وصلات خارجية
- الموقع الرسمي
- موسيقيون يعملون لصالح مؤسسة مستشفى جريت أورموند ستريت الخيرية
- موقع معهد UCL لصحة الطفل
- موقع ويب جينز فور جينات نسخة محفوظة 7 مارس 2011 على موقع واي باك مشين.
- جمعية الأطفال الخيرية في مستشفى جريت أورموند ستريت للأطفال.
- مشروع سجلات القبول التاريخي بالمستشفى - الذي يحتوي على أرشيف لسجلات القبول لمستشفى الأطفال المرضى في جريت أورموند ستريت 1852-1914
- موقع ويب رابطة ممرضات الأطفال في مستشفى جريت أورموند ستريت